# Преносива апликација
Преносива апликација (енгл. portable application, portable app) представља софтвер који не захтева процедуру инсталације за његово покретање и може се у потпуности сачувати на преносивом медијуму, што омогућава коришћење оваквог софтвера на многим рачунарима. Преносива апликација може бити конфигурисана тако да чита њена подешавања конфигурације приликом покретања са истог места где чува сопствене програмске датотеке.
То, међутим, не значи да је преносиви софтвер независан од оперативног система, врсте процесора или различитог хардвера. Не треба мешати овај термин са портованим софтвером, што подразумева могућност поновне компилације и покретања програма након мањих промена на рачунару различитом од оригиналног.
Комерцијална решења попут програма VMware ThinApp су намењене креирању преносиве апликације чији изворни код није доступан.